# Belga
Belga este o agenție de presă situată în Schaerbeek, Bruxelles, Belgia.
Compania a fost fondată în anul 1920 de Pierre-Marie Olivier și Maurice Travailleur.